# Campania din Tunisia
Campania din Tunisia (sau Bătălia pentru Tunisia) a fost o serie de angajamente militare din timpul celui de-al doilea război mondial, care au avut loc în timpul campaniei din Africa de nord și care au implicat pe de-o parte forțele Axei și de cealaltă parte pe cele ale Aliaților. Forțele Aliaților au fost formate în principal din cele ale Statelor Unite, Regatului Unit și Franței Libere. Luptele au debutat cu succesele de început ale Germaniei Naziste și Italiei Fasciste, dar superioritatea numerică, tehnologică și materială a Aliaților au dus în cele din urmă la înfrângerea forțelor Axei. Peste 275.000 de soldați germani și italieni au fost luați prizonieri, inclusiv cea mai mare parte a vestitelor Afrika Korps (DAK).

## Contextul general
Primele faze ale războiului în Africa de nord au fost marcate de lipsa de provizii și incapacitatea  asigurării unui sprijin logistic concentrat. Bazele de aprovizionare ale părților combatante erau foarte depărtate de linia frontului: cele britanice la Alexandria, iar cele italiene la Benghazi și Tobruk. Între ele se întindeau peste 650 km de deșert, care putea fi traversat cu ușurință doar printr-un coridor îngust care se întindea de-a lungul malului Mediteranei. În acel timp, forțele navale britanice și italiene erau sensibil egale în Marea Mediterană, fiecare dintre ele reușind să împiedice inamicul să aprovizioneze pe calea apei bazele din Alexandria, respectiv Tobruk. 
Nivelul scăzut al proviziilor a dus la început al o luptă de „du-te – vino” de-a lungul coastei mediteraneene. Ofensiva inițială italiană a dus la o înaintare de aproape 1.650 km spre granița egipteană, dar când au ajuns atât de departe, proviziile lor erau aproape terminate și capacitatea de reaprovizionare era redusă. Britanicii, aflați foarte aproape de bazele lor de aprovizionare, au organizat rapid o contraofensivă victorioasă în Libia. După sosirea germanilor în Africa, frontul s-a mutat din nou spre est, pentru ca înaintarea forțelor Axei să se oprească din nou din cauza spraîntinderii liniilor de aprovizionare.
Situația s-a schimbat radical în 1942. Deși în Mediterana forțele navale britanice și italiene continuau să ducă lupte dure, faptul că Malta rămăsese ferm sub controlul Aliaților le-a permis acestora să limiteze drastic aprovizionarea Axei pe mare. Mai mult, Aliații au crescut în mod copleșitor volumul de provizii destinate frontului, ceea ce s-a dovedit un avantaj hotărâtor. 
Odată cu retragerea germană provocată de ofensiva victorioasă a lui Bernard Montgomery în Egipt după a doua bătălie de la El Alamein din noiembrie 1942, în condițiile în care britanicii nu mai sufereau din cauza lipsei proviziilor ca la începutul luptelor, nu a fost decât doar o chestiune de timp până când Aliații au reușit să mute linia frontului în Libia. Pe 8 noiembrie a fost declanșată Operațiunea Torța – debarcarea Aliată în vestul Africii – ceea ce a făcut ca forțele Axei să fie prinse la mijloc, într-o Libie greu de apărat. 
Poziții defensive mai ușor de organizat existau în vest, în Tunisia. Tunisia este mărginită la est de Golful Sidra și la nord de Marea Mediterană. Cea mai mare parte a frontierei terestre vestice cu Algeria este definită de crestele Munților Atlas. Această zonă de frontieră era relativ ușor de apărat, în regiune neexistând decât un număr limitat de trecători pe direcția nord-sud. În sudul Tunisiei, o serie de munți de înălțime mică controlează căile de deplasare spre litoral. Francezii construiseră mai înainte de cucerirea italiană o linie defensivă (linia Mareth) de 20 km lățime și 30 km adâncime împotriva atacurilor dinspre Libia. Doar în nordul Tunisiei se afla o zonă care ar fi favorizat atacurile. Munții Atlas încetau să mai fie o barieră naturală, lipsa culmilor lor lăsând o zonă vastă a litoralului nord-vestic neprotejată din punct de vedere natural împotriva unui atac armat. 
În general, Tunisia oferea o bază de operațiuni relativ ușor de apărat. Liniile defensive din nord puteau face față forțelor aliate ale Operațiunii Torța, în vreme ce în sud linia Mareth era extrem de puternică. Între cele două regiuni se aflau munții Atlas cu pasuri ușor de apărat. În plus, Tunisia avea două porturi cu ape adânci - Tunis și Bizerte, aflate la doar câteva sute de kilometri de bazele de aprovizionare italiene din Sicilia. Proviziile puteau fi transportate într-o noapte, întunericul protejându-le de atacurile avioanelor RAF. Prin comparație, operațiunile de aprovizionare a bazelor din Libia aveau nevoie de o călătorie de 24 de ore, ceea ce le făcea extrem de riscante. 
Adolf Hitler considera că germanii aveau o excelentă bază defensivă în Tunisia, putând să reziste luni sau chiar ani, încurcând astfel planurile ofensive aliate din Europa.

## Pregătirile Axei
Unitățile forțelor aliate participante la Operațiunea Torța, care debarcaseră la Alger, (Forța de asalt estică), avuseseră ca obiectiv ca, după debarcarea pe litoralul african, să continue atacul prin acțiuni ale comandourilor și ale forțelor aeropurtate în Tunisia. Aceste planuri au fost întârziate de comandanții locali ai trupelor franceze Vichyiste, care au început negocieri cu Aliații. Aliații au fost obligați să lase garnizoane numeroase în teritoriile controlate de Regimul de la Vichy în nord-vestul Africii. Deși Aliații au reușit să construiască o serie de baze avansate, bine aprovizionate, ei nu au mai fost capabili să întreprindă acțiuni ofensive imediate. Un atac cu șanse de reușită împotriva Tunisiei ar fi fost posibil doar dacă ar fi fost declanșat imediat după debarcarea Aliaților, iar Eisenhower avea să scrie mai târziu că „operațiunile americanilor au violat toate principiile recunoscute ale războiului”. 
Oficialitățile tunisiene nu erau hotărâte ce tabără să sprijine și în plus tunisienii nu permis accesul nicunei părți beligerante la bazele lor aeriene. Pe 10 noiembrie, italienii au trimis 28 de avioane de vânătoare la Tunis. După zile mai târziu, italienii au început un pod aerian prin intermediul căruia au transportat peste 15.000 de soldați și 581 de tone de echipament. Pe mare, italienii au transportat 176 de tancuri, 131 de piese de aetilerie, 1.152 de vehicule și 13.000 de provizii. Până la sfârșitul lunii, italienii au transportat în Tunisia trei divizii germane și două divizii italiene. Pe 12 noiembrie, Walther Nehring a fost numit comandant al Corpului German al 90-lea, iar pe 17 noiembrie și-a preluat postul. 

## Lupta pentru Tunis
După negocieri lungi, pe 22 noiembrie, comandanți francezi au acceptat ca Africa de nord Vichystă să treacă sub controlul Aliaților, ceea ce a permis garnizoanelor aliate să se îndrepte spre frontul tunisian. Până în acel moment, germanii reușiseră să concentreze un întreg corp de armată în Tunisia, iar forțele Axei le depășeau pe cele ale Aliaților la aproape toate capitolele. 
Aliații aveau disponibile în zonă numai două grupuri de brigăzi și unități de sprijin de artilerie și blindate. Ei au sperat ca, dacă atacă rapid, mai înainte ca forțele Axei să reușească să se organizeze complet, vor fi capabili să cucerească Tunisia cu pierderi minime. 

### Planul de atac
Din Algeria spre Tunisia se putea pătrunde pe două drumuri. Planul aliat era să înainteze pe cele două drumuri și să cucerească orașele Bizerte și Tunis. După cucerirea Bizertei, se putea considera că Operațiunea Torța își atinsese toate obiectivele programate. 
Coloana atacului din nord spre Bizerte urma să fie dat de Brigada a 36-a de infanterie britanică, sprijinită de un mic grup de tancuri din Divizia a 6-a britanică. Spre sud urmau să atace Brigada a 11-a de infanterie britanică sprijinită pe flancul stâng de un regiment britanic de blindate, un batalion de tancuri ușoare american, plus infanterie motorizată, parașutiști, artilerie de câmp, antitanc și antiaeriană și geniști. Amândouă brigăzile de infanterie erau parte a Diviziei a 78-a britanice de inranterie, a cărui comandant, generalul-maior Vyvyan Evelegh, a fost numit comandantul suprem al ofensivei. .

### Bătălia

#### Primul contact

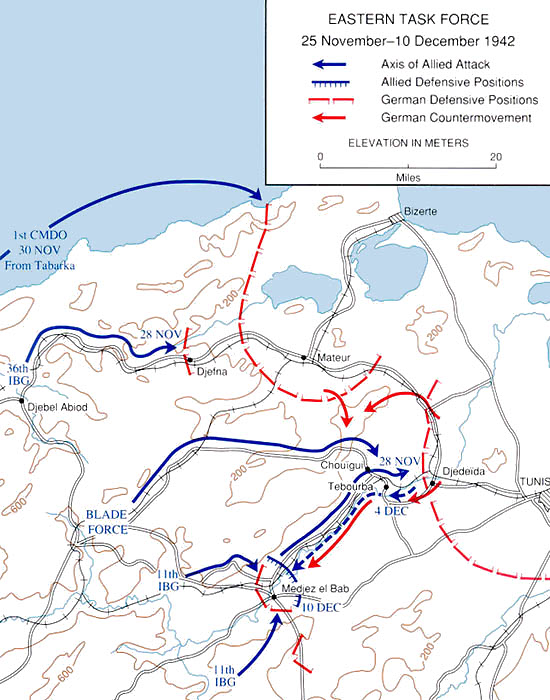

Cele două coloane aliate au avansat spre Djebel Abiod, respectiv spre Beja. Luftwaffe se bucura de superioritatea aeriană, decolând de pe aeroporturi locale, în vreme ce avioanele aliate trebuiau să zboare de pe aeroporturile din Algeria.
Pe 17 noiembrie, în aceiași în care a sosit la post comandantul german Nehring, elementele avansate ale brigăzii a 36-a a luat contact cu defensiva Axei la Djebel Abiod – 400 de parașutiști, 17 tancuri și mai multe tunuri autopurtate. Aliații au reușit să scoată din luptă 11 tancuri inamice, dar înaintarea lor a fost oprită, iar luptele de la Djebel Abiod au continuat încă nouă zile.

#### Asaltul general aliat
Cele două coloane aliate s-au concentrat la Djebel Abiod și Beja, pergătindu-se pentru un asalt pe 24 noiembrie. Brigada a 36-a trebuia să înainteze de la Djebel Abiod spre Mateur, iar brigada a 11-a trebuia să înainteze pe valea râului Merjerda pentru a cuceri  Majaz al Bab (care apărea pe hărți ca Medjez el Bab sau Medjez), după care să continue înaintarea spre Tebourba, Djedeida și Tunis. „Blade Force” trebuia să atace înaintând pe drumurile de țară și să se strecoare prin zona dintre cele două brigăzi de infanterie spre Sidi Nsir și să atace prin flanc Terbourba și Djeida.
Atacul de pe flancul nordic nu a avut loc datorită ploilor torențiale care au încetinit toate pregătirile aliaților. În sud, Brigada a 11-a era ținută pe loc de rezistența îndârjită de la Medjez. În schimb, Blade Force a înaintat spre Sidi Nsir pentru a trece prin Pasul Chouigui, la nord de Terbourba. O parte a „Blade Force” (tancuri americane și care blindate britanice) s-a infiltrat în spatele liniilor inamice spre baza aeriană prospăt reactivată de la Djedeida. În timpul atacului asupra bazei aeriene, blindatele aliate au distrus 20 de avioane ale Axei, au dărâmaat mai multe clădiri, magazii de echipament și au ucis mai mulți apărători. Totuși, fiind lipsiți de sprijinul infanteriei, bilindatele nu au fost capabile să¬-și consolideze victoria și au fost nevoite să se retragă la Chouigui.
Atacul blindatelor aliate l-a luat pe Nehring prin surprindere și l-au făcut conștient de vulnarabilitatea garnizoanei de la Medjez, care în ciuda faptului că era fortificată, numeoasă și bine înarmată, putea fi încercuită. Nehring s-a hotărât să se retagă de la Medjez și să întărească baza de la Djedeida, la aproximativ 50 km de Tunis.
Brigada a 36-a a întârziat atacul până pe 26 noiembrie. Nehring s-a folosit de răstimpul cucerit pentru a crea o ambuscadă pe drumul dintre Sedjenane și Mateur. Germanii au ocupat zonele înalte de pe marginile drumului, care, după ploile puternice din ultimele zile, era plin de noroi și era impraciticabil pentru vehicule. Ambuscada a funcționat perfect, batalionul aliat din avantgardă pierzând aproape 150 de oameni. Comandantul brigăzii a 36- a trimis unități pentru a cuceri înălțimiile. Parașutiștii germani au reușit să reziste în regiune până în primăvara anului următor.

#### Retragerea germanilor spre Djedeida și recucerirea inițiativei
La începutul zilei de 26 noiembrie, brigada a 11-a a fost capabilă să intre în Medjez fără să întâmpine rezistență, iar până la sfârșitul zilei au ocupat Tebourba, care fusese și ea evacuată de germani. Aliații au început să facă preparative pentru atacul pe direcția Djedeida. Pe 27 noiembrie însă, germanii au atacat în forță, ucigând 137 de soldați aliați și luând 286 de prizonieri. Brigada a 11-a a contraatacat în primele ore ale zilei de 28 noiembrie spre aeroportul Djedeida. Atacul britanic a fost sprijinit de tancurilor americane din ale compaiei B a Diviziei I americană. Apărarea antitanc germană a distrus rapid 19 tancuri americane, iar atacul aliat s-a împotmolit.
Pe 29 noiembrie, au început să sosească de la Alger noi unități din Divizia a 78-a, ca să înlocuiască batalioanele Brigăzii a 11-a, puternic afectate de lupte.
Pe 1 decembrie, forțele Axei au organizat un contraatac, care amenința să izoleze Brigada a 11-a și să străpungă liniile Aliaților până în zona din spatele frontului. Ofensiva Axei a fost întârziată de luptele grele cu britanicii  mai bine de patru zile, ceea ce a permis retragerea controlată în regiunea mai înaltă de la vest de Terbourba. Unele dintre unitățile britanice au suferit în aceste lupte pierderi de până la 75% din efective.
Între timp, în zona de luptă au sosit unitățile de parașutiști britanici. Batalionul al 2-lea de parașutiști britanici au fost parașutați pe 3 decembrie lângă aeroportul și orașul Depienne, la aproximativ 48 km sud de Tunis („Operațiunea OUDNA”) cu misiunea de a distruge avioanele de bombardament în picaj Stuka, care susținuseră foarte eficient defensiva germană. Britanicii au fost parașutați într-o zonă în care era cantonat un batalion italian de bersalieri experimentați.  Radio Roma a relatat că bersalierii au luat 300 de prizonieri dintre parașutiștii britanici. Britanicii în schimb au raportat că parașutiștii au luptat cu parașutiștii germani, sprijiniți de tancuri și mașini blindatel. În conformitate cu rapoartele britanice, după 5 zile de lupte grele, dintre cei 500 de parașutiști britanici, numai 180 au reușit să se retragă într-o zonă sigură.
Trupele aliate din Tunisia au fost reorganizate, un cartier general a fost creat pe structura Armatei I britanice, care a preluat controlul trupelor din sectorul Tebourba. Noul comandant, generalul locotenent Charles Walter a hotărât să încerce un nou atac pentru străpungerea frontului spre Tunis. El a considerat că trupele obosite din Tebourba erau într-o situație dificilă și a ordonat o retragere de aproximativ 10 km pe dealurile Longstop și Bou Aoukaz. Pe 10 decembrie, tancurile Axei au atacat pozițiile aliate de la Bou Aoukaz, dar s-au împotmolit în noroiul din zonă. Tancurile americane au contraatacat, dar au pierdut 18 blindate. Allfrey considera că trupele de sub comanda sa sunt în continuare într-o poziție nefavorabilă, și a ordonat o retragere spre vest, astfel că la sfârșitul zilei de 10 decembrie, unitățile aliate erau plasate pe o linie defensivă le est de Medjez el Bab. Șirul de înfrângeri îi costase pe aliați mii de soldați – morți, răniți și prizonieri – 173 de  tancuri, 432 alte vehicule și 170 de piese de artilerie. 

#### Eșecul ofensivei Aliate de la sfârșitul anului
Aliații au început să pregătească un nou atac, care a fost gata pentru a fi declanșat la sfârșitul lunii decembrie 1942. În regiune au fost concentrați 54.000 de soldați britanici, 73.8000 americani și 7.000 francezi. Serviciile aliate de informații au apreciat că Axa dispune de 125.000 de soldați combatanți, 70.000 de soldați din trupele de sprijin, cei mai multe italiene. 
În noaptea de 16-17 decembrie, o companie din  Divizia I-a de infanterie americană a efectuat un raid încununat cu succes la Maknassy, la 250 km sud de Tunis, și a luat 21 de prizonieri germani. Atacul principal aliat a fost declanșat pe 22 decembrie, în ciuda ploii puternice și a unei acoperiri aeriene insuficiente. Inițial, aliații au înaintat și au cucerit dealul Longstop (270m), care controla albia râului care ducea de la Medjez la Tebourba și mai departe la Tunis. Pe 23 decembrie, elementele Diviziei a 10-a Panzer fuseseră împinse spre est până la Mejdez. Germanii au contraatacat însă, au cucerit dealul Longstop. Până pe 25 decembrie, cu munițiile pe sfârșite și cu forțele Axei în ofensivă, aliații au fost obligați să se retragă spre Medjez și până pe 26 decembrie au fost obligați să se reîntoarcă pe pozițiile de pe care porniseră cu două săptămâni mai înainte. Aliații au suferit pierderi totale de 20.743 de oameni. 
Ofensiva aliată spre Tunis a fost oprită.

## Impasul
Odată cu scăderea intensității luptelor pe front, au apărut luptele fratricide în rândurile francezilor. Pe 24 decembrie, François Darlan fost asasinat, iar, în locul lui, americanii l-au impus la comandă pe Henri Giraud. Charles de Gaulle a fost dezamăgit într-o oarecare măsură, el sperând să preia comanda trupelor din Africa. 
Spre nemulțumirea lui de Gaulle și a sprijinitorilor săi, guvernul american dorise foarte mult să ajungă la o înțelegere cu Darlan și apropiații acestuia. Dispariția lui Darlan a fost în beneficiul Forțelor Franceze Libere, care, sub conducerea unită a lui de                Gaulle și Giraud, au format „Comitetul Francez pentru Eliberarea Națională”. De Gaulle l-a eclipsat repede pe Giraud, care s-a arătat mult mai puțin interesat de poziția de lider a Franței Libere. 
La rândul lor, și forțele Axei aveau probleme asemănătoare. Nehring, considerat de mulți camarazi un comandant excelent, își înfuria superiorii cu criticile sale vehemente. El a fost înlocuit de la comandă de un general-colonel nou sosit în Africa – Hans-Jürgen von Arnim – pe 8 decembrie pentru a prelua Armatei a 5-a Panzer. Armate era de fapt un conglomerat de unități de blindate și infanterie germane și italiene. Între noiembrie și ianuarie, peste 243.000 de soldați și 856.000 t de provizii au fost transportate în Tunisia, în condițiile în care marina militară italiană reușeau să interzică cea mai mare parte a traficului aliat.  
Eisenhower a hotărât să transfere restul forțelor din Maroc și Algeria în Tunisia. Armata SUA a început să construiască un complex de baze logistice în Algeria și Tunisia. Scopul acestui efort era constituirea unei baze avansate la Maknassy, pe pantele de est ale Munților Atlas, de unde se putea porni un atac care să taie liniile de aprovizionare a Armatei Panzer germano-italiană din sud de Tunis.

## Atacul lui Rommel de la Kasserine
Între timp, Erwin Rommel a făcut planuri de retragere prin Libia spre fortificațiile franceze abandonate de pe Linia Mareth. Această manevră ar fi lăsat trupelor Axei controlul asupra două puncte de acces obligatoriu în Tunisia în nord și sud, cu pasurile montane ușor de apărat între aceste două puncte. În ianuarie, armata de blindate germano-italiană de sub comanda lui Giovani Messe și Armata a 5-a Panzer au fost trecute sub comanda directă a lui Rommel, pentru a forma „Grupul de Armate Africa”. 
Pe 23 ianuarie 1943, Armata a 8-a Aliată a cucerit Tripoli, în timp ce restul armatei germano-italiene era deja pe drum spre Linia Mareth. 
Americanii au reușit să traverseze pasurile montane și să intre în Tunisia din Algeria, controlând triunghiul munților Atlas. Astfel, americanii amenințau Armata I italiană de la Mareth cu izolarea față de restul trupelor din nord. Rommel a reacționat și a atacat mai înainte ca să se petreacă izolarea italienilor. 

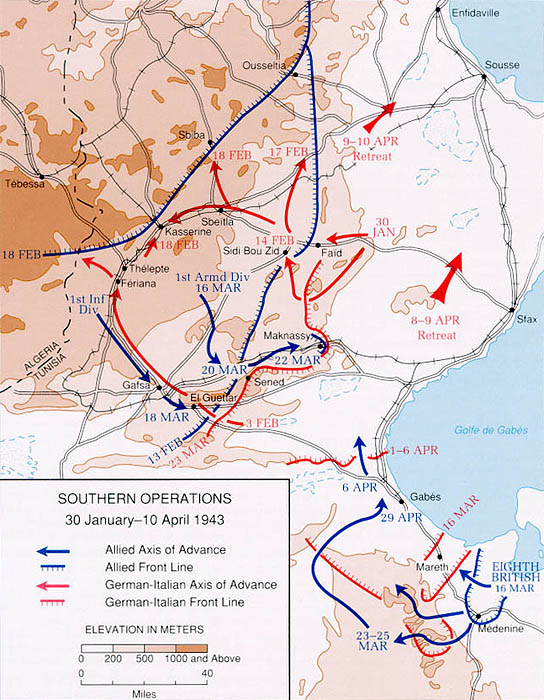

Pe 30 ianuarie, unități de tancuri germane și trei divizii italiene au atacat forțele franceze de lângă Faïd, principalul pas montan spre câmpiile litorale. Francezii au fost depășiți, iar germanii au reușit să încercuiască două brigăzi americane. În sprijinul acestora au fost organizate mai multe contraatacuri, care au fost respinse pe rând. După trei zile de luptă, forțele Aliate au fost obligate să se retragă spre Sbeitla, unde au organizat o nouă linie defensivă. 
Germanii și italienii au început pregătirile pentru cucerirea orășelului Sbeitla. După două zile de lupte, începând cu miezul nopții de 16 februarie 1943, apărarea aliată a început să se clatine, iar, pe 17 aprilie, Sbeitla a trecut în mâinile germano-italienilor. Astfel, toate câmpiile interioare tunisiene erau în mâinile Axei, iar resturile forțelor Aliate s-au retras spre ramura vestică a munților, în Algeria, la Sbiba și Kasserine. În acest moment, germanii trebuiau să alegă varianta de urmat, în condițiile în care toată Tunisia era sub controlul lor și Armata a 8-a încă nu sosise de la Tripoli. Ofensiva germano-italiană a încetat, chiar dacă americanii se retrăgeau în dezordine.  Până în cele din urmă, Rommel a decis doar să ocupe bazele de aprovizionare americane de pe versantul vestic al munților. Deși asta nu ar fi schimbat în mod simțitor situația armatelor sale, pierderea bazelor de aprovizionare împiedica orice viitoare acțiune americană în regiune. 
Pe 19 februarie 1943, Rommel a lansat ofensiva care avea să fie cunoscută ca „Bătălia de la Pasul Kasserine”. După două zile de înaintare prin liniile defensive americane, Afrika Korps și trupele italiene au suferit pierderi reduse, în vreme ce americanii au pierdut aproximativ 1.600 de oameni și două treimi din blindate. În noaptea de 2 februarie  1943, în sprijinul americanilor au sosit trupele britanice, care au fost retrase din regiunea Sbiba. Două batalioane experimentate de bersaglieri au atacat atât pozițiile britanicilor cât și pe cele americane, respinse după lupte grele. A doua zi, atacul germanilor împotriva americanilor a fost oprit numai după sosirea în sprijinul defensivei a unor batalioane de artilerie americane. 
În fața defensivei hotărâte și în condițiile în care a aflat de sosirea Armatei a 8-a Aliate la Medeine, la câțiva kilometri de Linia Mareth, Rommel a decis să oprească atacul și să se retragă pe 22 februarie pentru întărirea apărării de la Mareth. El a sperat ca atacurile de la Kasserine să fi cauzat suficiente pierderi americanilor încât să-i împiedice să mai atace în viitorul imediat. Forțele Axei de la Kesserine au ajuns la Mareth pe 25 februarie. 

### Urmările luptei de la Pasul Kasserine
Amploarea acțiunilor de luptă  a scăzut pentru o vreme, și fiecare parte a evaluat rezultatele luptelor. Rommel a rămas convins că americanii reprezintă o amenințare neglijabilă, în schimb trupele britanice și ale Commonwealthului îi erau egale ca număr și dotare. El a făcut o judecată greșită, care avea să-l coste. Americanii au făcut o evaluare a situației, au eliberat din posturile de comandă mai mulți ofițeri și au publicat mai multe studii aspra situației destinate trupei, în speranța că vor îmbunătăți pe viitor situația. Cea mai importantă schimbare la vârf a fost numirea la comanda trupelor americane a generalului George Patton, avându-l ca adjunct pe Omar N. Bradley. Noul comandant a schimbat tactica împrăștierii trupelor pe o arie prea mare. În schimb, trupele americane trebuiau concentrate pentru a asigura superioritatea numerică locală și pentru a crește puterea de foc a unităților, ceea ar fi dus la exploatarea mai eficientă a marii puteri de foc a artileriei proprii. Patton a sesizat că americanii s-au bucurat de un sprijin aerian insuficient și deși a încercat îmbunătățirea situației, o schimbare de proporții în acest domeniu nu s-a produs până la Debarcarea din Normandia. 
Pentru o mai bună coordonare a acțiunilor celor două armate din Tunisia, Eisenhower a trecut Armatele I și a VIII-a sub comanda reunită a generalului Harold Alexander, comandantul Grupului de Armate al 18-lea.

## Operațiunea Capri
Armata a 8-a aliată își consolida pozițiile la Mareth încă de pe 17 februarie și a lansat atacuri de tatonare nouă zile mai târziu. Pe 6 martie, trei divizii blindate și două divizii de infanterie germane și nouă divizii italiene au lansat Operațiunea Capri, un atac spre sud pe direcția  Medenine, cel mai nordic punct britanic întărit. Artileria britanică a reușit să stopeze înaintarea germană și să scoată din luptă 55 de atacuri ale Axei. 
După eșecul operațiunii Capri, Rommel a ajuns la concluzia că singura șansă a sa să-și salveze trupele era evacuarea lor în Italia. El a plecat pe calea aerului din Tunisia pe 9 martie și s-a dus la cartierul general al Führerului din Ucraina pentru a încerca să-l convingă pe Hitler să-i permită să abandoneze Tunisia și să-și retragă trupele în Europa. Hitler a refuzat să permită evacuarea din Tunisia și l-a înlocuit de la comandă pe Rommel, numind un nou comandant – von Arnim.

## Montgomery străpunge Linia Mareth
Montgomery și-a lansat principalul său atac – Operațiunea Pugilist – împotriva Liniei Mareth pe 19-20 martie 1943. Elemente ale Diviziei a 50-a britanică au spart frontul inamic și a stabilit un cap de pod la vest de Zarat până pe 21 martie. Contraatacurile hotărâte ale germanilor a restabilit situați de pe linia frontului pe 22 martie. 
Pe 26 martie, Corpul al X-lea britanic a reușit un atac de învăluire, ocolind dealurile Matmata, cucerind trecătoarea Tebaga și cucerind orașul El Hamma la extremitatea nordică a Liniei Mareth. Această reușită făcea ca pozițiile defensive germano-italiene să fie puse în pericol de încercuire. Forțele Axei au reușit să oprească înaintarea britanică datorită bateriilor antitanc bine plasate. Au urmat 48 de ore de luptă, în care germanii au încercat să câștige suficient timp pentru a-și pregăti retragerea pe un nou aliniament la 60 km nord de Mareth – linia defensivă de la Wadi Akarit - Gabes. 

## Linia defensivă Gabes
În acest moment, trupele americane reorganizate au început să forțeze din nou trecerea prin pasurile montane în încercarea de a ajunge în spatele liniilor germane. Unitățile de tancuri germane au încercat să-i respingă înapoi în regiunea muntoasă, și cele două forțe s-au ciocnit pe 23 martie la El Guettar. După un succes inițial, tancurile germane au pătruns într-un câmp minat. În acel moment, artileria americană a deschis focul. Germanii au pierdut 30 de tancuri și au fost nevoiți să se retragă în grabă. În după-amiaza aceleiași zile, tancurile germane, de această dată sprijinite de infanterie, au încercat un al doilea atac, respins și acesta. Resturile trupelor germane s-au întors la Gabes. 
Americanii nu au fost capabili să exploateze avantajul eșecului german, în schimb au petrecut două săptămâni pentru cucerirea unor dealuri strategice deținute de italieni, înălțimi care dominau drumul spre Gabes. Infanteriștii italieni de pe înălțimi erau sprijiniți de mici subunități de tancuri germane, care veneau în sprijinul apărării de la Gabes. Succesul apărării trupelor Axei s-a datorat slabei coordonări dintre trupele terestre și cele aeriene ale Aliaților. 
Atacurile neîntrerupte ale americanilor au forțat în cele din urmă trupele germano-italiene să se retragă spre nord. Infanteria marină italiană, fortificată la Wadi Akarit, având la dispoziție o mare cantitate de arme automate și muniție, au reușit să reziste multă vreme. Totuși britanicii au reușit în cele din urmă să le depășească pozițiile, cu mari pierderi pentru ambele tabere.
Și atacul american a fost încununat de succes, ei reușind să cucerească dealurile și să facă joncțiunea cu britanicii care intraseră deja în Gabes în acea după-amiază. 
După acest moment s-au desfășurat numai lupte de uzură.

## Sfârșitul

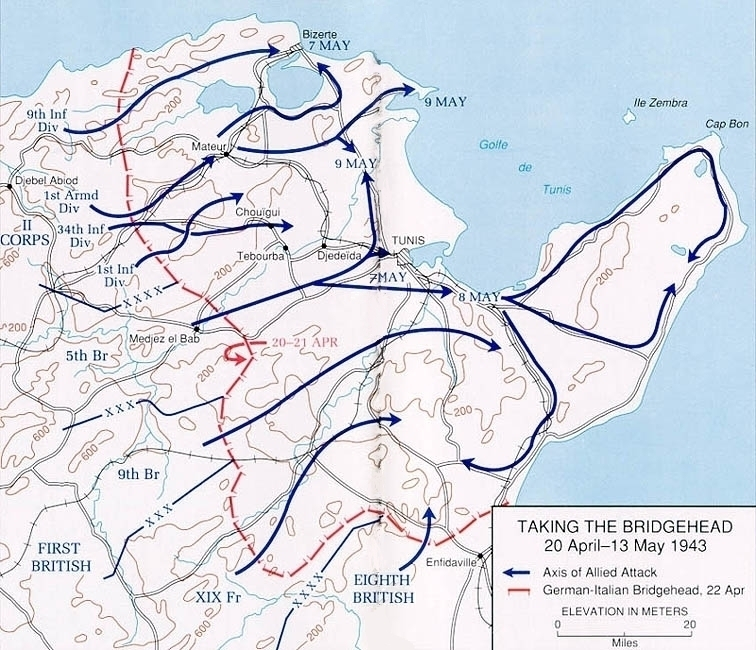

Între timp, avioanele aliate au fost mutate pe aeroporturi din Tunisia și numeroase avioane de transport germane au fost doborâte pe ruta Tunis-Sicilia. Distrugătoarele  britanice, care operau din bazele din Malta au oprit orice aprovizionare sau evacuare pe calea apelor a trupelor Axei din Tunisia. Amiralul Cunningham a dat ordinul nelsonian: „Scufundați, incendiați, capturați, distrugeți. Nu lăsați să treacă nimic”.
Atacul final pentru cucerirea Tunisiei a început pe 19 aprilie. Până în acel moment, forțele germano-italiene au fost obligate să se poziționeze pe o linie defensivă pe coasta de nord-est a Tunisiei, în încercarea de a-și apăra porturile și căile maritime de aprovizionare și retragere. Forțele aliate au fost reorganizate și reamplasate. Americanii au fost transferați în nord pentru atacul pe direcția Bizerta. Britanicii urmau să atace în centru spre Tunis. Francezii erau plasați în sectorul Pont du Fahs. Britanicii au încercat câteva atacuri la nord de Enfidaville, pe malul Mediteranei, dar au descoperit rapid că zona era prea puternic apărată. Atacanții britanici au fost transferați în centru, pentru asaltul final.  Un corespondent de război britanic remarca că, în faza finală a luptelor din Tunisia „… s-a remarcat că italienii luptau în mod special mai bine, depășindu-i pe germanii aflați alături de ei”.
În timp ce Aliații se pregăteau pentru un nou atac, germanii au testat centrul frontului deținut de britanici, printru-un atac al Diviziei Hermann Göering (20 – 21 aprilie). Deși germanii au reușit să înainteze aproximativ 8 km, ei nu i-au putut forța pe britanici să se retragă. Pe 22 aprilie, britanicii au contraatacat. Pierderile au fost foarte ridicate de ambele părți, dar britanicii au reușit la începutul lui mai să recucerească dealul Longstop. A doua zi, toate forțele aliate au atacat pe toată lungimea frontului. 
Atacul final a fost lansat de britanicii conduși de generalul-locotenent Brian Horrocks pe 6 mai. Două divizii de infanterie și două de blindate s-au concentrat pe un front îngust și au reușit să străpungă liniile inamice. Pe 7 mai, blindatele britanice au intrat în Tunis, iar infanteria americană a intrat în Bizerte. Șase zile mai  târziu, rezistența trupelor Axei a înceta, iar 275.000 de soldați germano-italieni s-au predat, unii dintre ei veniți de puțină vreme din Sicilia. 
După cum afirmă istoricul Williamson A. Murray:  „Decizia de întări Africa de nord a fost una dintre cele mai grave erori ale lui Hitler: firește, ea a ținut Mediterana închisă pentru șase luni, cu un impact negativ asupra situației transporturilor navale aliate, dar a plasat unele dintre cele mai bune trupe germane într-o poziție fără perspectivă din care, ca și la Stalingrad, ele nu mai aveau scăpare. Mai mult, Hitler a obligat Luftwaffe să ducă o luptă de uzură în condiții defavorabile, ceea ce a dus la pierderi pe care nu a avut cum să le acopere”.
Lupta disperată a trupelor Axei nu a făcut decât să întârzie o victorie previzibilă a Aliaților. După cucerirea nordului Africii, Aliații au început să se concentreze pe următoarele faze: cucerirea Siciliei și invazia din Italia.